# Formosa megye
Formosa egy megye Argentína északi részén, Formosa tartományban. Székhelye Formosa.

## Népesség
A megye népessége a közelmúltban a következőképpen változott:
| Év   | Lakosság |
| ---- | -------- |
| 2001 | 208 883  |
| 2010 | 234 354  |